# Berberis campylotropa
Berberis campylotropa är en berberisväxtart som beskrevs av T.S. Ying. Berberis campylotropa ingår i släktet berberisar, och familjen berberisväxter. Inga underarter finns listade i Catalogue of Life.